# Hakea
Hakea (Hakea) es un género de 149 especies de arbustos y árboles pequeños de la familia Proteaceae, nativos de Australia.
Se encuentran en toda Australia, con la mayor diversidad de especies en el suroeste de la parte occidental de ese país. Pueden alcanzar los 6 metros de altura y tienen hojas distribuidas en forma de espiral que llegan a los 20 cm de largo, éstas pueden ser simples o compuestas, algunas veces con los foliolos delgados y cilíndricos y con similares a los juncáceos. Las flores son producidas en densas cabezas florales de formas variables, de globosas a cilíndricas, de entre 3 y 10 cm de largo, con numerosas flores pequeñas rojas, amarillas, rosadas, púrpuras, celestes o blancas.
Las hakeas fueron denominadas por el Barón Christian Ludwig von Hake, en el siglo XVIII, el patrón alemán de la botánica, siguiendo una descripción de Heinrich Schrader de Hakea teretifolia en 1797.

## Clasificación
Las hakeas están estrechamente relacionadas con los géneros Grevillea y Finschia, las que pertenecen a la subfamilia Grevilleoideae de la familia Proteaceae. Muchas especies tienen  inflorescencias similares, pero las hakeas se distinguen por sus vainas de semillas maderosas.

## Horticultura
Las hakeas son plantas ornamentales muy populares en los jardines de Australia, aunque no tan comunes como las grevilleas and banksias. Se han desarrollado muchos cultivos e híbridos. Crecen mejor en suelos suaves que son regados, pero con buen drenaje.
Algunas vistosas especies occidentales como la Hakea multilineata, H. francisiana y H. bucculenta, requieren injerto en una raíz más dura como la de la Hakea salicifolia para crecer en climas más húmedos, ya que son sensibles a una enfermedad llamada Phytophthora cinnamomi.
Muchas especies, particularmente (pero no siempre) las del este de Australia, son notablemente vigorosas, al punto de poder sobrevivir en casi cualquier medioambiente. Hakea gibbosa, H. sericea yH. drupacea (anteriormente llamada H. suaveolens) se han adaptado a Sudáfrica y Hakea laurina en los alrededores de Adelaida.

## Especies
| - Hakea actites - Hakea aculeata - Hakea acuminata - Hakea adnata - Hakea aenigma - Hakea ambigua - Hakea amplexicaulis - Hakea anadenia - Hakea arborescens - Hakea archaeoides - Hakea auriculata - Hakea bakeriana - Hakea baxteri - Hakea bicornata - Hakea brachyptera - Hakea brownii - Hakea bucculenta - Hakea candolleana - Hakea carinata - Hakea ceratophylla - Hakea chordophylla - Hakea cinerea - Hakea circumalata - Hakea clavata - Hakea collina - Hakea commutata - Hakea conchifolia - Hakea constablei - Hakea corymbosa - Hakea costata - Hakea crassifolia - Hakea cristata - Hakea cucullata - Hakea cyclocarpa - Hakea cycloptera - Hakea cygna - Hakea dactyloides - Hakea denticulata - Hakea decurrens - Hakea divaricata - Hakea dohertyi - Hakea drupacea - Hakea elliptica - Hakea edneiana - Hakea eneabba - Hakea epiglottis - Hakea erecta - Hakea eriantha - Hakea erinacea | - Hakea eyreana - Hakea falcata - Hakea ferruginea - Hakea flabellifolia - Hakea florida - Hakea florulenta - Hakea francisiana - Hakea fraseri - Hakea gibbosa - Hakea gilbertii - Hakea grammatophylla - Hakea hastata - Hakea hookeriana - Hakea horrida - Hakea ilicifolia - Hakea incrassata - Hakea invaginata - Hakea ivoryi - Hakea kippistiana - Hakea laevipes - Hakea lasiantha - Hakea lasianthoides - Hakea laurina - Hakea lehmanniana - Hakea leucoptera - Hakea linearis - Hakea lissocarpha - Hakea lissosperma - Hakea longiflora - Hakea loranthifolia - Hakea lorea - Hakea maconochieana - Hakea macraeana - Hakea macrorhyncha - Hakea marginata - Hakea megadenia - Hakea megalosperma - Hakea meisneriana - Hakea microcarpa - Hakea minyma - Hakea mitchellii - Hakea muelleriana - Hakea multilineata - Hakea myrtoides - Hakea neurophylla - Hakea newbeyana - Hakea nitida - Hakea nodosa - Hakea obliqua - Hakea obtusa | - Hakea ochroptera - Hakea oleifolia - Hakea orthorrhyncha - Hakea pachyphylla - Hakea pandanicarpa - Hakea pedunculata - Hakea pendens - Hakea persiehana - Hakea petiolaris - Hakea platysperma - Hakea plurinervia - Hakea polyanthema - Hakea preissii - Hakea pritzelii - Hakea propinqua - Hakea prostrata - Hakea psilorrhyncha - Hakea pulvinifera - Hakea purpurea - Hakea pycnoneura - Hakea recurva - Hakea repullulans - Hakea rhombales - Hakea rígida - Hakea rostrata - Hakea rugosa - Hakea ruscifolia - Hakea salicifolia - Hakea scoparia - Hakea sericea - Hakea smilacifolia - Hakea spathulata - Hakea standleyensis - Hakea stenocarpa - Hakea stenophylla - Hakea strumosa - Hakea subsulcata - Hakea sulcata - Hakea teretifolia - Hakea tephrosperma - Hakea trifurcata - Hakea trineura - Hakea tuberculata - Hakea undulata - Hakea ulicina - Hakea varia - Hakea verrucosa - Hakea victoria - Hakea vittata |

## Galería
Hakea

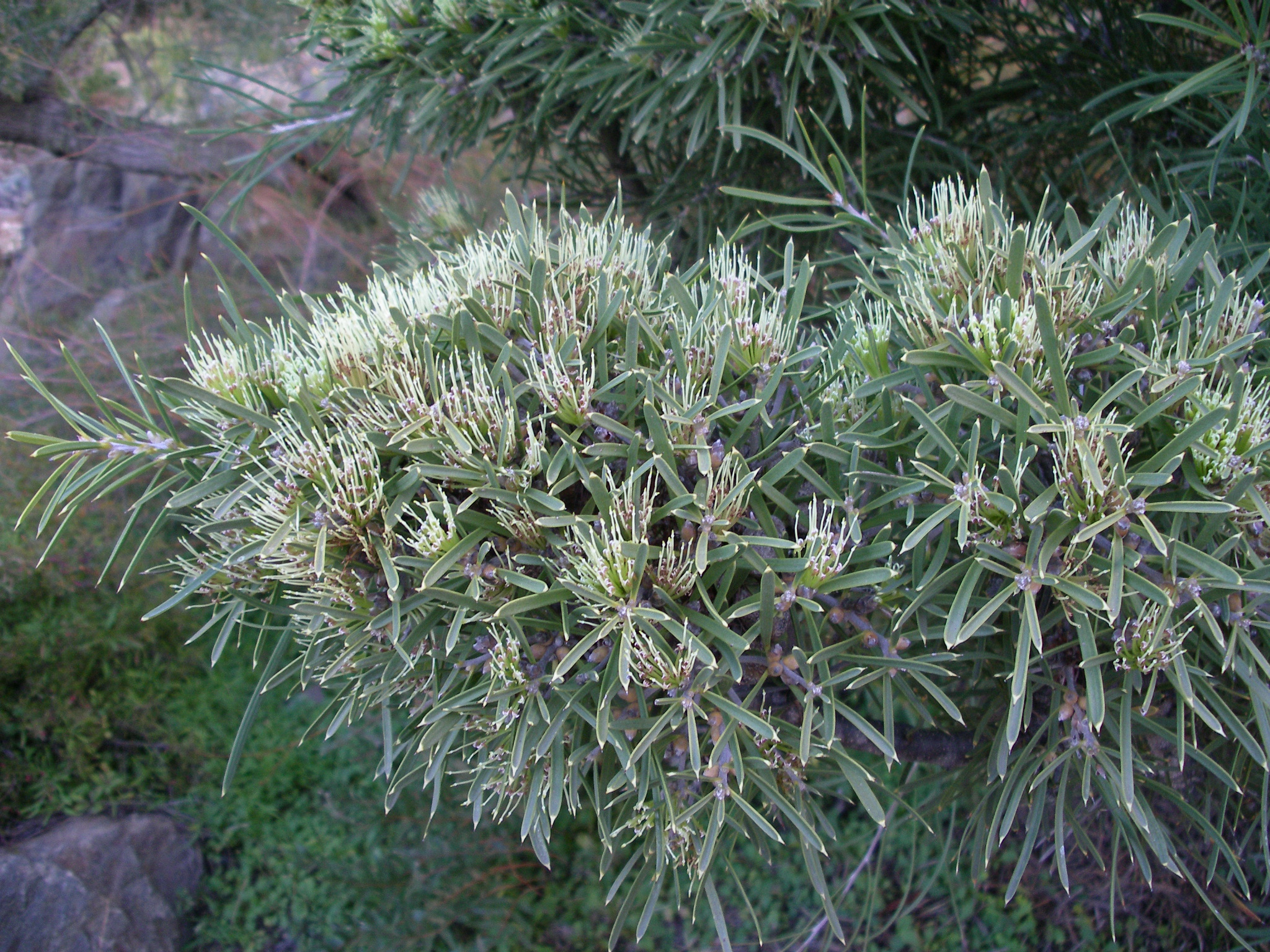
Hakea corymbosa from southwest WA
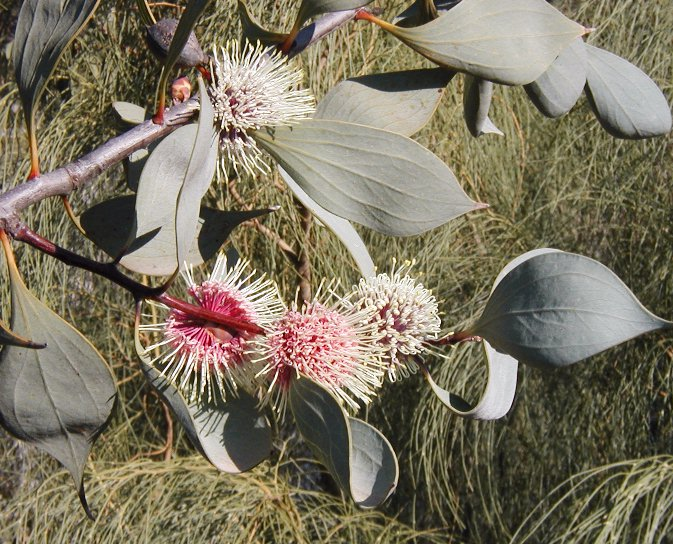
Hakea petiolaris from southwest WA
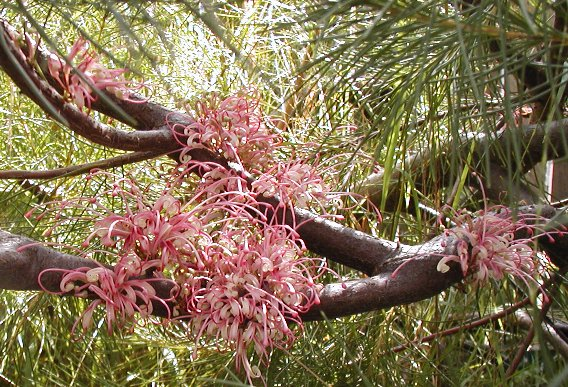
Hakea bakeriana from NSW Central Coast
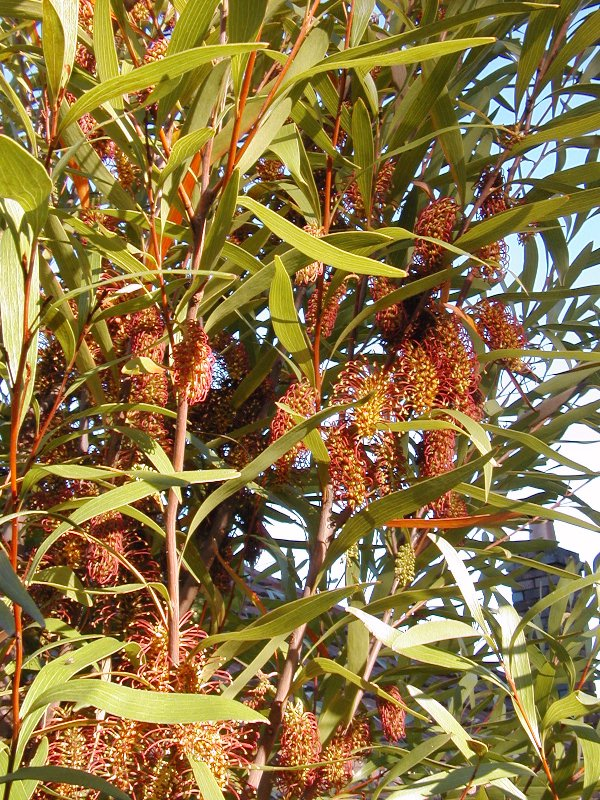
Hakea archaeoides, from NSW North Coast.

- Datos: Q141826
- Multimedia: Hakea / Q141826
- Especies: Hakea